# Valisar
 (septembre 2023).
Valisar (titre original : Valisar Trilogy) est une trilogie de fantasy de l'auteur britannique Fiona McIntosh écrite entre 2008 et 2010.
L'histoire prend corps dans le même monde que la trilogie Percheron, au sein de l'Ensemble Denova.

## Histoire

### Premier tome
Le premier tome, intitulé L'Exil, est paru en version originale le 1er septembre 2008 et en France le 8 janvier 2009.
Venue des grandes steppes du sud-ouest et menée par l'impitoyable et ambitieux Loethar, une terrifiante armée de mercenaires et renégats menace d'envahir le royaume de Penraven. Les deux royaumes voisins sont déjà tombés devant l'avancée du tyran, qui laisse derrière lui un sillon de dévastation et de vies brisées...

### Second tome
Le second tome, intitulé Le Tyran, est paru en version originale le 3 septembre 2009 et en France le 18 mars 2010.

### Troisième tome
Le troisième tome, intitulé La Colère, est paru en version originale le 30 novembre 2010 et en France le 22 avril 2011.

## Livres
| Tome | Titre français | Titre original |
| ---- | -------------- | -------------- |
| 1    | L'Exil         | Royal Exile    |
| 2    | Le Tyran       | Tyrant's Blood |
| 3    | La Colère      | King's Wrath   |

## Personnages

### Famille royale
- Brennus : 8e de la dynastie des Valisar, Brennus est le père de Leonel et le roi de Penraven jusqu'à sa destitution par le barbare Loethar.
- Iselda : reine de Penraven et mère de Leonel, Iselda est la fille d'un prince de Galinsée.
- Leonel : fils de Brennus et d'Iselda, Leonel est le prince héritier de Penraven. Il est âgé de 12 ans.
- Piven : fils soi-disant adoptif de Brennus et Iselda, Piven est un jeune enfant handicapé mental.
- Geneviève : fille de Brennus et Iselda, Geneviève est l'héritière de l'enchantement Valisar.

### Proches des Valisar
- Regor de Vis
- Freath
- Gavriel de Vis
- Corbel de Vis

### Barbares
- Loethar
- Stracker
- Valya
- Dara Negev

### Les Investis
- Clovis
- Kirin Felt
- Reuth Maegren

### Autres personnages
- Sergius
- Lily
- Kilt Faris
- Jews
- Tern
- Vyk
- Cyrena